# يانغيبينا
يانغيبينا هي بلدة في مقاطعة نوراتا في ولاية نواوي في أوزبكستان.